# Leonnates glauca
Leonnates glauca är en ringmaskart som först beskrevs av Jean Louis René Antoine Édouard Claparède 1870.  Leonnates glauca ingår i släktet Leonnates och familjen Nereididae. Inga underarter finns listade i Catalogue of Life.